# Nýrsko
Nýrsko (německy Neuern) je západočeské město ležící v Pošumaví v okrese Klatovy v Plzeňském kraji přibližně deset kilometrů od hranic s Německem. Městem protéká řeka Úhlava. Vzniklo patrně během 12. století, první písemná zmínka pochází z roku 1327. Žije zde přibližně 5 000 obyvatel.

## Název
Původ názvu a význam slova Nýrsko je nejasný. Všeobecně přijímanou variantou je spojitost se staroslovanským slovem nyra znamenající jámu, brloh nebo noru. Latinský tvar Nyra pravděpodobně odráží původní název Nýřany. Tvar Nýrsko vznikl příponou, která označovala osadu obnovenou po zpustnutí. Slovanský původ názvu města by naznačoval i původní osídlení Čechy, nicméně velmi rychle převážila německojazyčná populace, která zde převažovala až do konce druhé světové války. Méně časté vysvětlení názvu města usuzuje vznik z německé předpony neu-.
V historický pramenech se název objevuje ve tvarech: Nyrzko (1327), Nyra, (1352–1405), Nirzsko (1379), in Nyersko (1419), „puol mčka Nyrska“ (1444), Niersko (1454), „in Superiori Nyrsscze“ (1456), „in opido Nirsstie“ (1465), u Nayrska (1468), Nyrsko (1497), w Nayrsstie (1504), z Nejřzka (1512), „z Dolejšieho Nejržka“ (1512), s Neyrskem (1541), Doleyssij Nyrsko (1542), s Horzeissim Neyrskem (1554), „Horzeyssy a Doleyssy mčko Nyrsko (1641), Ober-Neuern / Hornj Neyjrsko a Unter-Neuern / Dolnj Neyrsko (1789), Ober-Neuern / Hornj Negrsko) a Unter-Neuern / Dolnj Negrsko (1839) a Nýra, Nýrsko dolní, Ober-Neuern a Unter-Neuern (1854).

## Historie

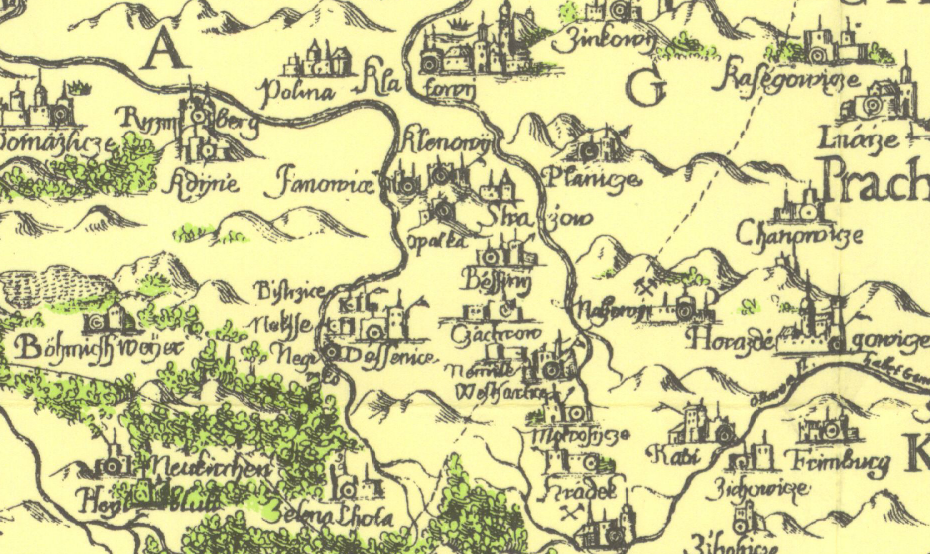
Patrně nejstarší zachycení Nýrska na mapě Pavla Arentina

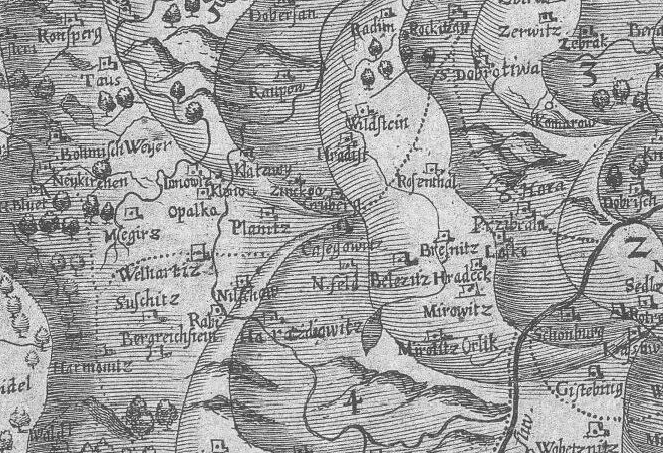
Nýrsko na mapě Kristiána Vettera publikované v Balbínově knize Miscellanea (1668)

Nýrsko se nacházelo na úpatí šumavských hvozdů, později nazývaných Královský hvozd patrně již od 12. století. První písemná zmínka pochází až z 8. června 1327, kde je město zmíněno jako majetek královské komory v listině Jana Lucemburského, který svěřuje výnos ze cla Petrovi z Rožmberka společně s janovickým panstvím – šlo zde o výměnu za rakouskou Vitoraz. Město se nacházelo na obchodní stezce z Čech do Bavorska.[zdroj?]

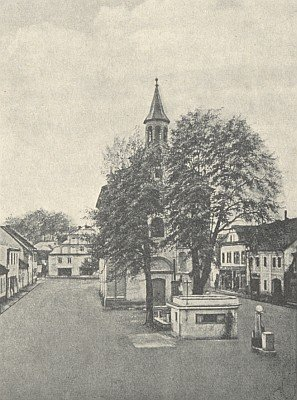
Fotografie náměstí a již neexistujícího kostela Čtrnácti svatých pomocníků.

Město bylo od počátku rozděleno do dvou částí. Starší z nich – Horní Nýrsko – bylo soustředěno kolem kostela svatého Tomáše a spadalo do majetku nedalekého hradu Pajrek. Ten byl postaven před rokem 1356 Janovskými z Janovic. Do téhož roku se datuje oddělení janovického panství od pajreckého, majitelem hradu v té době byl Něpr z Pajreka a z Janovic. Od roku 1379 vlastnil panství i s městem Nýrskem Ondřej z Pajreka. Během husitských válek se majitel hradu, tehdy Jan z Pajreka, střídavě přikláněl na obě strany. Nejdříve je doložené jeho veřejné přiklonění k Žižkovi a straně táboritů, roku 1426 však zradil a umožnil cestu do Čech bavorským a švábským žoldnéřům. Následujícího roku jej již katolická strana počítala plně ke svým přívržencům. Poté, co však začali nabývat kališníci na Klatovsku opět převahy, svou stranu opět změnil.
Dolní Nýrsko, vznikající při brodu přes řeku Úhlavu, patřilo k bystřickému panství. První zachované zprávy uvádějí jako vlastníka Sezemu, syna Protivy z Dolan, který panství koupil v roce 1339. Roku 1358 vystupuje jako patron nýrského kostela jakýsi Bušek z Bystřice, snad šlo o syna zmíněného Sezema. V následujících letech panství vícekrát měnil svého vlastníka, od roku 1369 jím byl Boček z Vilhartic, který ale statky brzy prodal Rackovi z Prostiboře. Ten je roku 1379 zmiňován jako vlastník Bystřice, Nýrska a vsi Pláně.
Od konce 15. století je také doložený městský znak se stříbrnou věží s otevřenou branou na červeném poli. Zhruba ve stejné době se v okolí města 22. září 1467 odehrála tzv. bitva u Nýrska mezi křižáky z Bavorska a přívrženci Jiřího z Poděbrad vedené Rackem Janovským z Janovic. Křižáci byli na hlavu poraženi, přes dva tisíce jich padlo do zajetí a jejich vůdce, pan Kyvolf, byl v boji zabit. Pohraniční šarvátky a loupeže byly aktuální ještě po dlouhou dobu. Do tzv. janovické vojny z počátku 16. století se zapletl i tehdejší majitel Pajreka – Jindřich Kostomlatský z Vřesovic. Za své zločiny byl roku 1520 v Praze popraven. Od té doby je hrad Pajrek označován jako pustý.
Během 15. a 16. století došlo postupně k sjednocování obou částí města. Roku 1444 prodal Habart Lopata z Hrádku polovinu bystřického panství Oldřichovi Janovskému z Janovic, který roku 1446 dokoupil i druhou polovinu. Tím se obě panství dostaly do vlastnictví pánů Janovských z Janovic. K úplnému sloučení došlo ale až roku 1558, kdy se majitelem města stal Jan Koc z Dobrše, vlastník bystřického panství, který zakoupil již pustý hrad Pajrek a stal se tak vlastníkem jak Horního Nýrska, které patřilo do panství pajreckého, tak Dolního Nýrska, které patřilo do panství bystřického.
Roku 1593 získalo Nýrsko městská práva. V 19. století byla v Nýrsku významná výroba modrotisku. Významným pro rozvoj města bylo železniční spojení s Plzní a Bavorskem přes Železnou Rudu z roku 1876 a 1877. Roku 1895 byla do Nýrska z Vídně přeložena továrna na výrobu brýlí W. Eckstein a spol (pozdější Okula). Příjmení Bloch, které patřilo zdejší vlivné židovské rodině, vedlo k žertovnému označení obce za Blochowitz. V roce 1938 bylo Nýrsko i s celým okolím kvůli převažujícímu německému obyvatelstvu připojeno k nacistickému Německu. Po druhé světové válce byla většina původních obyvatel vysídlena a do Nýrska se začali stěhovat Češi a repatrianti ze zahraničí. V 70. letech byla velká část historických staveb na náměstí původně Dolního Nýrska stržena, a to včetně kostela Čtrnácti svatých pomocníků a centrem města se stalo Masarykovo nábřeží.

## Přírodní poměry
Do nejzápadnější části katastrálního území města zasahuje přírodní památka Chodská Úhlava. V městské části Zelená Lhota se nachází přírodní rezervace Lakmal a Zelenský luh.

## Obyvatelstvo
| Rok            | 1869  | 1880  | 1890  | 1900  | 1910  | 1921  | 1930  | 1950  | 1961  | 1970  | 1980  | 1991  | 2001  | 2011  | 2021  |
| -------------- | ----- | ----- | ----- | ----- | ----- | ----- | ----- | ----- | ----- | ----- | ----- | ----- | ----- | ----- | ----- |
| Počet obyvatel | 3 323 | 3 762 | 3 778 | 3 932 | 4 572 | 5 032 | 5 705 | 4 390 | 4 270 | 4 494 | 4 864 | 4 989 | 5 109 | 4 990 | 4 753 |
| Počet domů     | 484   | 528   | 542   | 571   | 604   | 677   | 853   | 942   | 784   | 784   | 784   | 865   | 949   | 1 033 | 1 092 |

## Městská správa

### Části města
- Blata
- Bystřice nad Úhlavou
- Hodousice
- Nýrsko
- Stará Lhota
- Starý Láz
- Zelená Lhota

### Integrace okolních obcí do města
- 1. ledna 1950 Nové Hodousice / sídlo MNV Hodousice, Nové Hodousice byla čtvrť kolem vlakového nádraží Nýrsko[16]
- 1. dubna 1954 Stará Lhota / sídlo MNV[17][18][19]
- 1. července 1960 Blata / sídlo MNV Hodousice[19][20]
- 1. července 1960 Hodousice / sídlo MNV[19][20]
- 1. ledna 1976 Bystřice nad Úhlavou / sídlo MNV[21]
- 1. ledna 1976 Starý Láz / sídlo MNV Bystřice nad Úhlavou[21]
- 1. ledna 1980 Zelená Lhota / sídlo MNV[19][22]
- 1. ledna 1980 Hamry / sídlo MNV Zelená Lhota[19][22]
- 1. ledna 1980 Zadní Chalupy / sídlo MNV Zelená Lhota, obec / osada Zadní Chalupy od 16. února 1952 součást obce Hamry[18][22][23][24] K 1. lednu 1955 je obec / osada Zadní Chalupy vedená jako zaniklá.[18][25]
- 1. ledna 1992 Hamry – samostatná obec podle rozhodnutí Ministerstva vnitra ČR čj. VSC/3 - 3981/91 ze dne 9. prosince 1991[25]

### Územní příslušnost
- k 1. lednu 1948 patřilo město Nýrsko do správního okresu Klatovy, soudní okres Nýrsko, poštovní úřad, stanice sboru národní bezpečnosti, železniční stanice a nákladiště Nýrsko. Podle údajů Státního statistického úřadu v Praze, byl k 22. květnu 1947 počet přítomných obyvatel města 2559 osob[26][27]
- k 1. únoru 1949 patřilo město Nýrsko do okresu Klatovy, kraj Plzeňský[28][29]
- k 1. lednu 1950 mělo město Nýrsko matriční úřad  při místním národním výboru. Do matričního obvodu patřily obce :  Nýrsko, Blata, Bystřice nad Úhlavou, Fleky, Fuchsberk ( změna názvu na Liščí )[30],Hadrava, Hodousice, Chudenín, Skelná Huť, Starý Láz, Stará Lhota, Svatá Kateřina, Úborsko, Uhliště, Zadní Chalupy[24]
- k 16. únoru 1952 byla z matričního obvodu města Nýrska vyňata obec Zadní Chalupy, t.č. část obce Hamry a nově přiřazena do matričního obvodu Železná Ruda[23]
- k 1. červenci 1960 patřilo město Nýrsko do okresu Klatovy, kraj Západočeský[19][20]
- k 1. červenci 1960 byla z matričního obvodu města Nýrska vyňata obec Úborsko a nově přiřazena do matričního obvodu Janovice nad Úhlavou, nově do matričního obvodu města Nýrska přiřazena obec Petrovice nad Úhlavou[20][31]
- k 1. lednu 1976 byla z matričního obvodu města Nýrska vyňata obec Petrovice nad Úhlavou a přiřazena do matričního obvodu  Janovice nad Úhlavou[21]
- k 1. dubnu 1978 byl matriční úřad Dešenice zrušen, obce Dešenice, Datelov, Děpoltice, Divišovice, Hamry, Matějovice, Milence, Oldřichovice, Zelená Lhota a Žižnětice, resp. správní území Místního národního výboru v Dešenicích a Místního národního výboru v  Zelené Lhotě připojeny k matričnímu obvodu města Nýrska[32]

## Okula Nýrsko

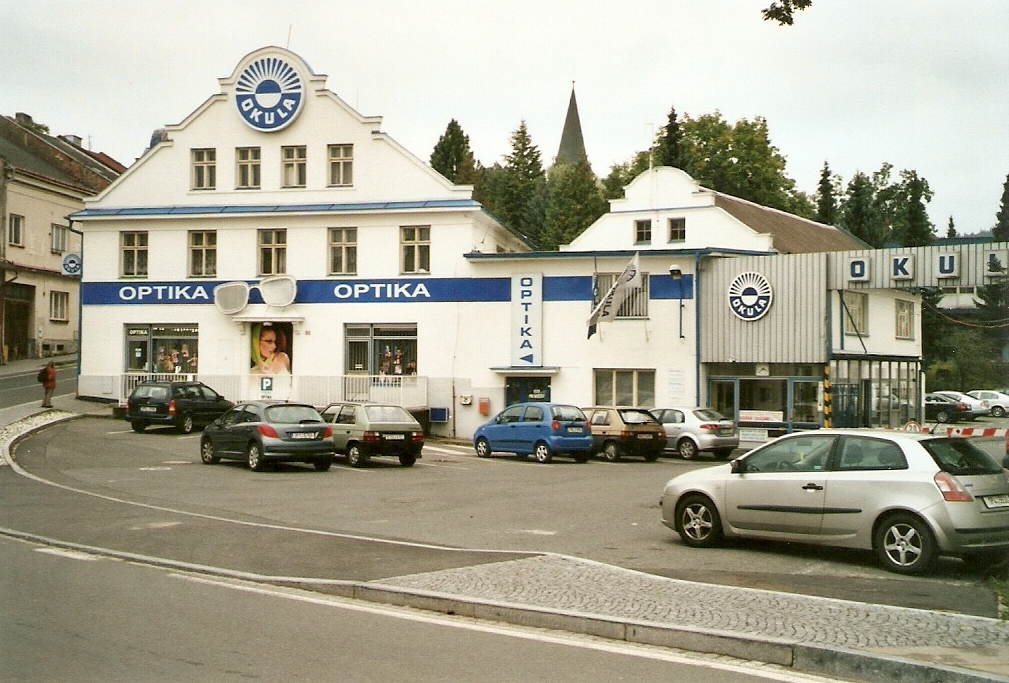
Vstup do závodu s podnikovou prodejnou

Okula Nýrsko je český podnik s dlouholetou tradicí zpracování plastických hmot, výroby vstřikovacích nástrojů a brýlových obrub. Základy současné firmy byly položeny již v roce 1895. Firma se specializuje na lisování výrobků z plastů, povrchové úpravy plastů lakováním, výrobu vstřikovacích forem a na výrobu obrouček brýlí. Vyrábí také obličejové štíty, brýle Infrazor a svářečské brýle.
Počátky firmy se datují do roku 1873, kdy bratři Eksteinovi založili v Praze optickou dílnu. V roce 1887 byla dílna přesunuta do Vídně, kde se značně rozrostla. Vlastní historie nýrského podniku začíná rokem 1895, kdy sem byla z Vídně přesunuta výroba brýlové optiky a mechaniky.
Firma svými výrobky zásobovala nejen Čechy a Moravu, ale i ostatní části rakousko-uherské monarchie. Počet zaměstnanců neustále vzrůstal a v roce 1939 přesáhl číslo 500. Výroba nebyla přerušena ani během druhé světové války. K jejímu přerušení došlo až na konci války, kdy byl závod vybombardován.
Počátkem března 1946 byl zřízen národní podnik Okula. V roce 1951 došlo k rozšíření výroby nylonových a acetátových brýlí o nástrojárnu a zámečnickou dílnu. Roku 1958 se závod stal součástí sdružení podniků pro zdravotnickou výrobu SPOFA. Od té doby se zde začaly vyrábět i ochranné pracovní pomůcky. To jsou počátky současného dominantního výrobního programu – plastikářské výroby. V roce 1991 byl státní podnik Okula zařazen do první vlny kuponové privatizace a k 1. květnu 1992 byl transformován do podoby akciové společnosti. Privatizace firmy byla ukončena v polovině roku 1995.

## Doprava
Město stojí na křižovatce silnic II/190, II/191 a II/192. Podél jeho severovýchodního okraje vede železniční trať Plzeň – Železná Ruda-Alžbětín, na které stojí stanice Nýrsko.

## Služby
Ve městě se nachází dvě základní a dvě mateřské školy, přírodní koupaliště, tenisové kurty, autokemp, in-line dráha se sjezdovkou, dům pro seniory, muzeum královského hvozdu, fotbalová hřiště, ledová plocha, lesní divadlo a mnoho dalších.

## Pamětihodnosti
- Kostel svatého Tomáše je jednolodní gotický kostel s valenou klenbou s lunetami patrně z první poloviny 14. století, první písemná zmínka nicméně pochází až z roku 1352.[zdroj?] Podle nýrského historika Josefa Blaua byl kostel ve středověku opevněný a sloužil jako útočiště obyvatel města.[zdroj?] Tomu odpovídá i strategické umístění na kopci v dnešní Klostermannově ulici nad řekou Úhlavou s dobrým výhledem na okolí.
- Zřícenina hradu Pajrek bývala dříve pohraničním hradem, který sloužil k ochraně nedaleké zemské cesty do Bavor. Hrad byl postaven v první polovině 14. století pány z Janovic.[11] Zachovala se z něj pouze zřícenina paláce a věže.
- Židovský hřbitov leží na kopci za městem necelý kilometr jihovýchodně od kostela sv. Tomáše. Dochovalo se zde přes 350 náhrobků, z nichž nejstarší datovaný pochází z roku 1715.[34] Areál je chráněn jako kulturní památka.[35]
- Pomník a hrob obětí okupace
- Fara
- Radnice
- Muzeum královského hvozdu
- Lesní divadlo Nýrsko

## Osobnosti

### Josef Blau
Josef Blau byl nýrský učitel, historik a městský kronikář. Narodil se v Nýrsku roku 1872 v rodině obuvníka. Vystudoval učitelský ústav v Praze, poté se vrátil zpět do okolí Nýrska, kde učil na okolních vesnických školách. Přímo v Nýrsku učil od roku 1929. Kromě toho vedl městskou kroniku a věnoval se historickým pracím, které mapovaly život obyvatel Šumavy.

### Hans Watzlik
Hans Watzlik byl český spisovatel německé narodnosti. Narodil se roku 1879 v Dolním Dvořišti, do Nýrska se přestěhoval v roce 1902[zdroj?], kde učil na místní měšťanské škole až do roku 1924[zdroj?]. Od tohoto roku se začal naplno věnovat spisovatelské činnosti. Mezi jeho nejznámější díla patří například knihy Jiřina, Tři prózy nebo Farář z Dornlohu, za kterou byl v roce 1931 oceněn českou státní cenou za literaturu.

### Max Reiser
Max Reiser byl nýrský rabín. Pocházel z Hausbrunnu, kde se narodil roce 1839. V Nýrsku se stal rabínem v roce 1876 po smrti rabína Sterna. Byl literárně činný, sepsal celkem tři knihy – Rabbinische Weisheit, Rätsel a Biedermänner. Zemřel 5. ledna 1913.

### Další osobnosti
- Hans Multerer – spisovatel a dramatik
- Josef Holub (1926–2010), spisovatel, autor knihy Červený Nepomuk
- Wolfgang Zierhut (1886–1946), politik
- Wilhelm Eckstein (1851–1925), podnikatel, zakladatel dnešní Okuly

## Partnerská města
- Neukirchen bei Hl. Blut Německo

## Galerie

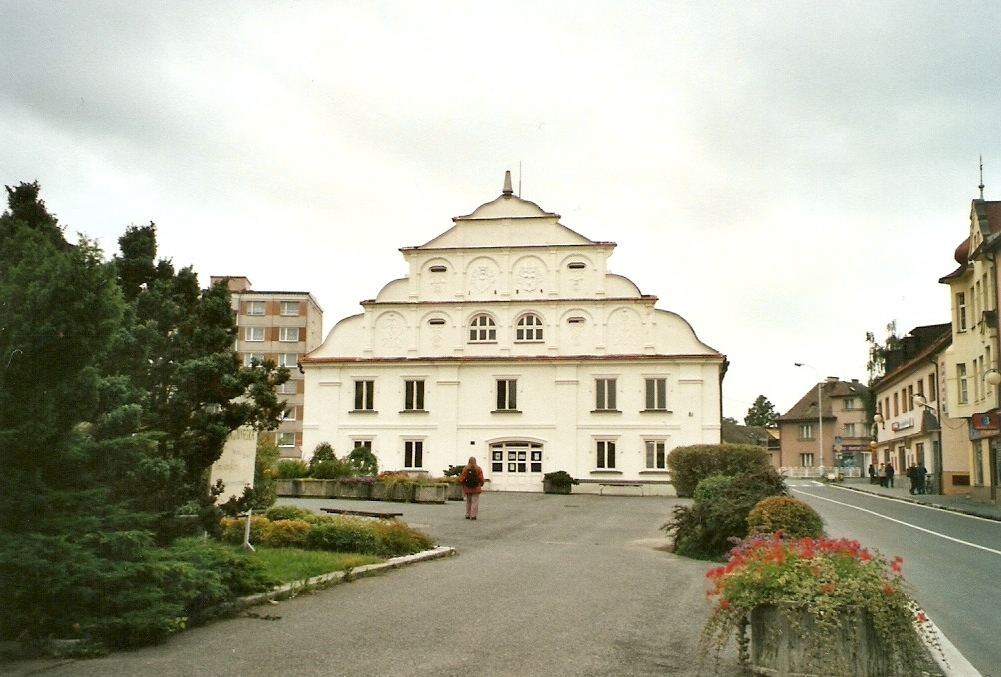
Městské muzeum
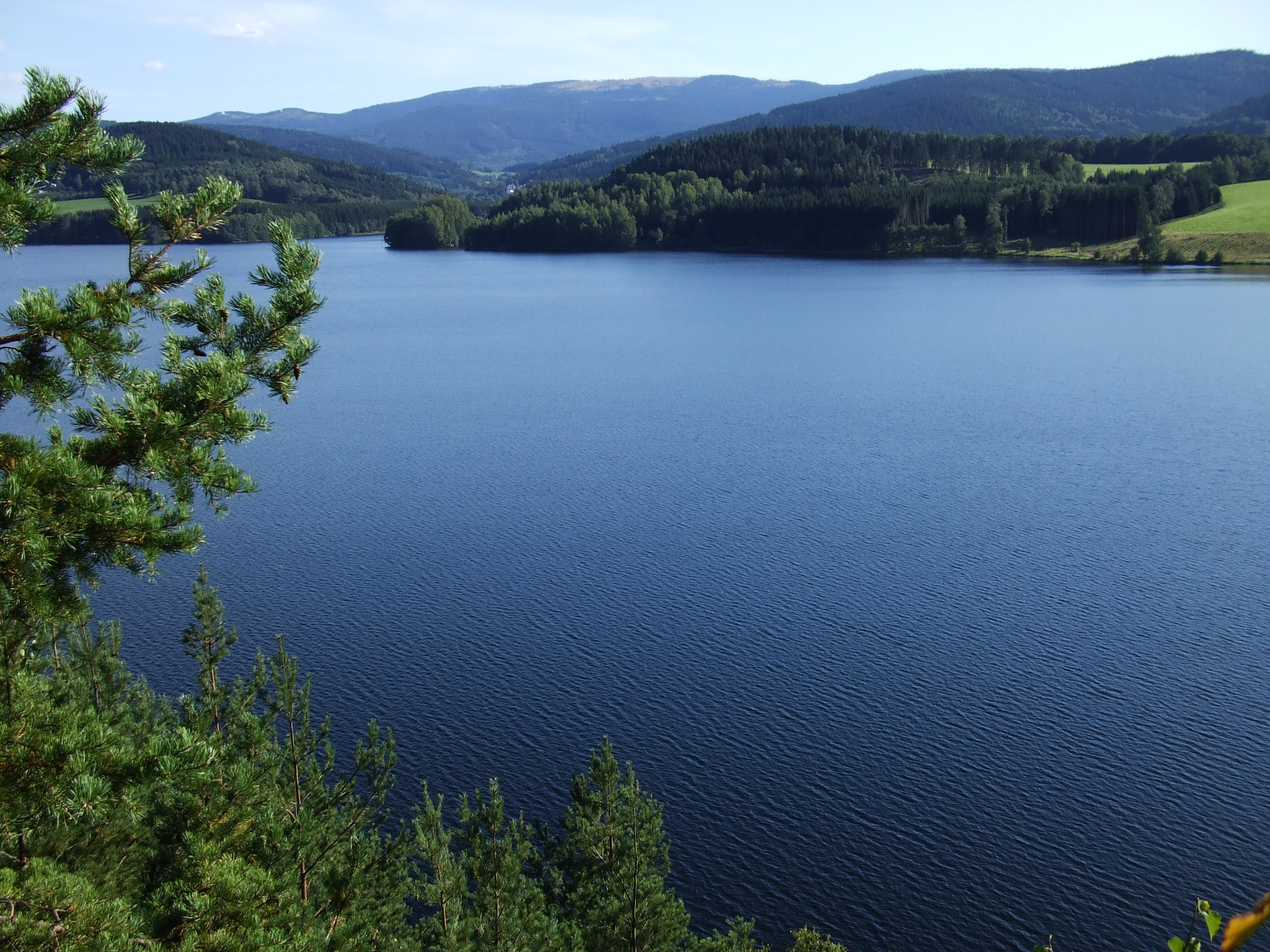
Nýrská přehrada
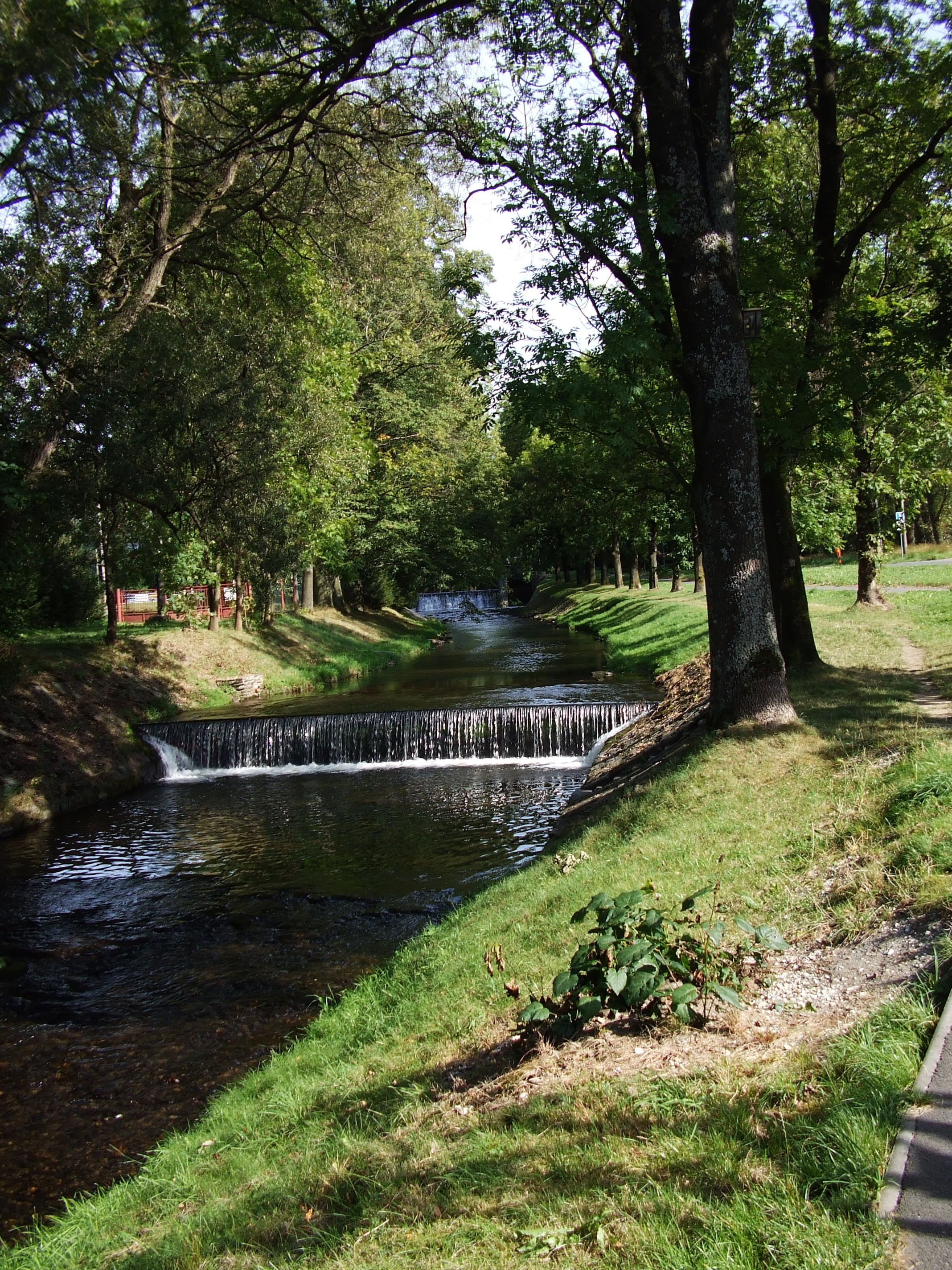
Jezy u kempu
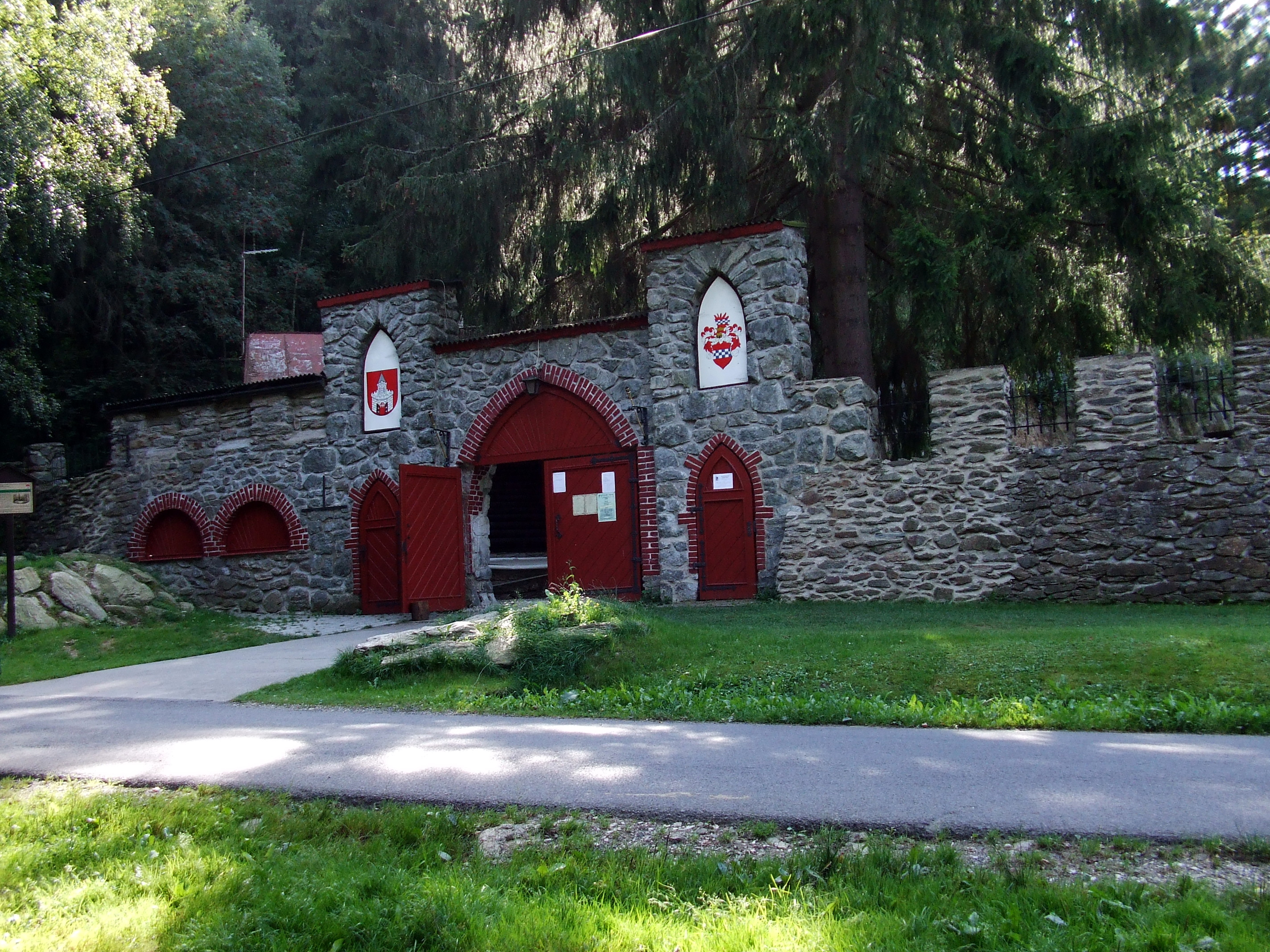
Lesní divadlo
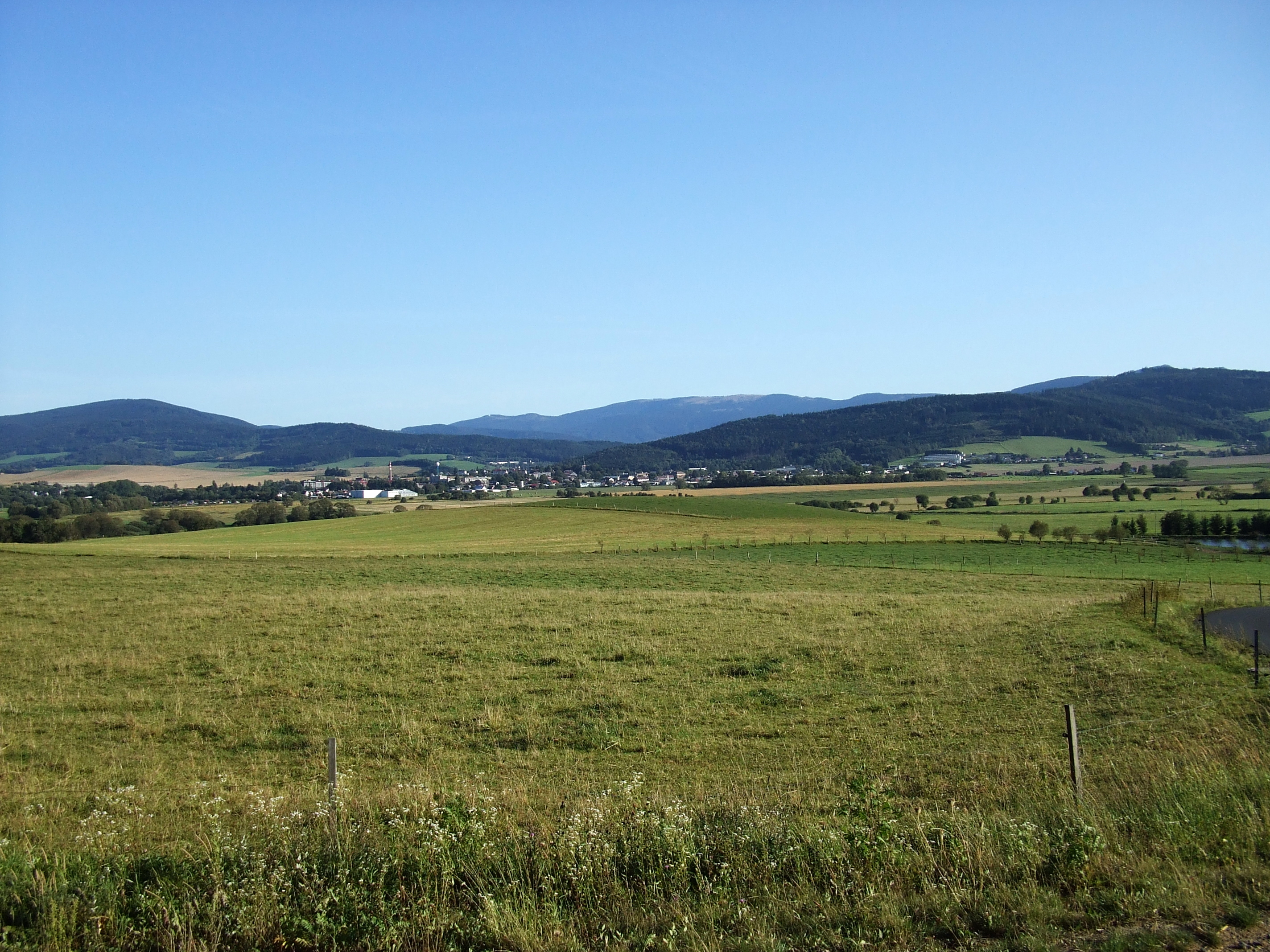
Pohled na Nýrsko od Nových Pocinovic